# スポーツ関係者のユーチューバー一覧
スポーツ関係者のユーチューバー一覧は、現在、YouTubeにおいてチャンネルを開設している選手、スタッフ、チーム、団体をリストする。

## 野球

### 日本のチームあるいは団体
日本プロ野球では全球団それぞれがYouTubeチャンネルを所有している。
- パ・リーグTV
- 日本プロ野球名球会
- MLB

### 個人（日本）

#### 現役選手
- 前田健太

#### 引退した選手
- アレックス・ラミレス
- 上原浩治
- 片岡篤史
- 高木豊
- 古田敦也

## サッカー

### 日本のチームあるいは団体
Jリーグ所属全チームがYouTubeチャンネルを所有している。但し、U-23チーム（ガンバ大阪U-23、セレッソ大阪U-23）は、トップチームのそれと共有している。
- 日本プロサッカーリーグ
- Football Assist

### 個人（日本）

#### 現役選手
- 青島拓馬
- 飯田昴大
- 伊佐耕平
- 宇佐美貴史
- 柿谷曜一朗
- 梶川諒太 ・小池純輝の合同チャンネル
- 児玉剛
- 小林祐希
- 鈴木大輔
- 田中恵太
- 田中パウロ淳一
- 都倉賢
- 長友佑都
- 本田圭佑
- 李忠成
- 永里優季

#### 引退した選手
- 高松大樹
- 田中マルクス闘莉王
- 中田英寿
- 那須大亮
- 福西崇史
- 水内猛
- 山田隆裕
- 吉野有香

## 格闘技

### 現役選手（日本）
- 朝倉未来
- 朝倉海
- 京口紘人
- 那須川天心
- 八重樫東

### 引退した選手（日本）
- 渡嘉敷勝男・竹原慎二・畑山隆則の合同チャンネル

（渡嘉敷と竹原はそれぞれ個人のチャンネルも所有している。）

## バスケットボール

### チームあるいは団体（日本）
Bリーグ所属全チームがチャンネルを所有している。

### 個人（日本）

#### 現役選手
- 青木太一
- 西村文男
- 林翔太郎
- 山本柊輔
- 馬瓜エブリン

## 公営競技

### ボートレース（日本）
- ボートレース公式チャンネル
- 石川真二
- 上平真二
- 岡村仁
- 坂口周
- 峰竜太
- 守田俊介
- 山口達也
- 平山智加

また、津と鳴門を除く22場は、各レース場の公式チャンネルを所有している。

## その他競技

### 日本（日本）
- 藤田慶和（ラグビー）
- 山田章仁（ラグビー）
- 堀米航平（ラグビー）
- 奥原希望（バドミントン）